# Richard Wachsmuth (Pädagoge)

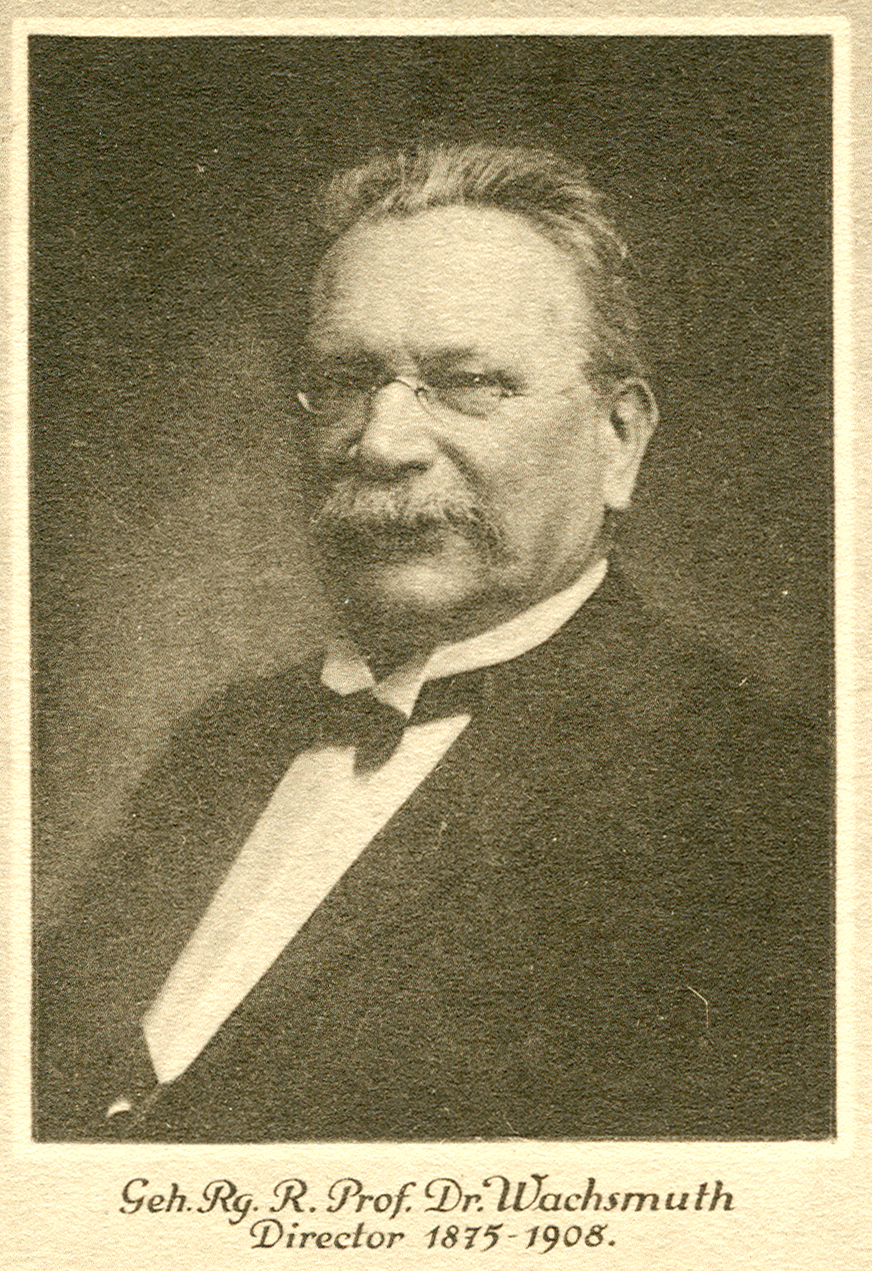
Der „Geh. Rg. Rat Prof. Dr. Wachsmuth“, erster Direktor des Kaiser Wilhelm-Gymnasiums in Hannover von 1875 bis 1908

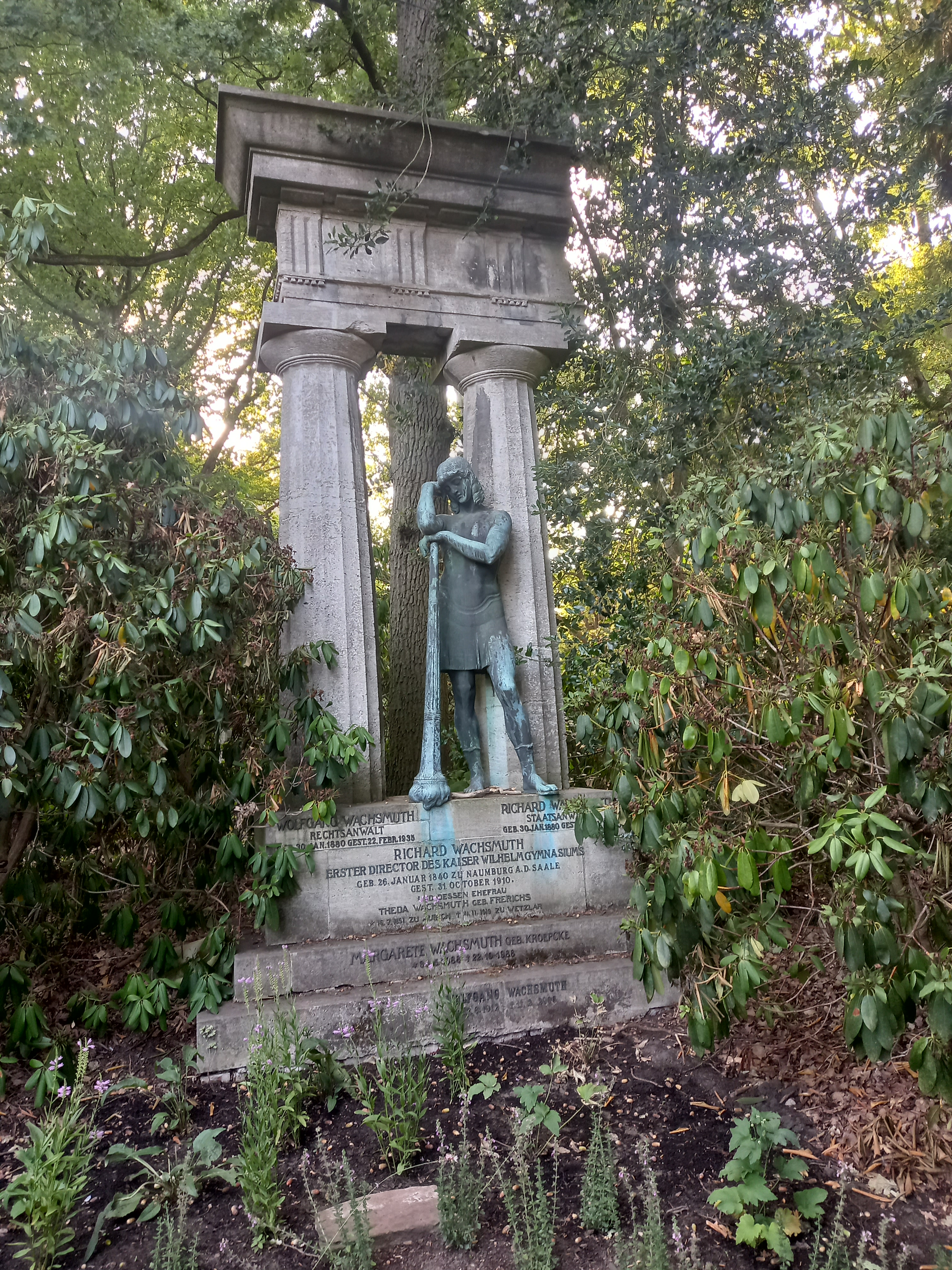
Das Grab von Richard Wachsmuth und seiner Ehefrau Theda geborene Frerichs im Familiengrab auf dem Stadtfriedhof Stöcken in Hannover

Richard Wachsmuth (* 26. Januar 1840 in Naumburg (Saale); † 31. Oktober 1910 in Hannover) war ein deutscher Altphilologe, Lehrer und erster Schuldirektor des hannoverschen Kaiser Wilhelm-Gymnasiums.

## Leben

### Familie
Richard Wachsmuth war der Sohn des in Naumburg an der Saale tätigen Juristen Julius Wachsmuth (1803–1877) und der Bruder des Philologen Curt Wachsmuth (1837–1905) und Onkel des gleichnamigen Experimentalphysikers Richard Wachsmuth (1868–1941).

### Werdegang
Richard Wachsmuth besuchte das Domgymnasium Naumburg sowie von 1853 bis 1858 die Landesschule Pforta. Anschließend studierte er an der Universität Heidelberg, an Universität Jena, an der Universität Bonn sowie an der Universität Berlin. 1863 wurde er promoviert, legte anschließend sein Staatsexamen in Bonn ab. Während seines Studiums wurde er 1861 Mitglied der Burschenschaft Alemannia Bonn.
Von 1863 bis 1874 arbeitete Richard Wachsmuth als Lehrer an einem Gymnasium in Posen, nahm schon zuvor 1873 eine Stelle als Oberlehrer an einem Gymnasium in Emden an, an dem er bis 1875 tätig war. Ebenfalls 1875 heiratete Wachsmuth Theda Frerichs, die Tochter eines Sanitätsrats in Aurich. Im selben Jahr 1875 wurde Richard Wachsmuth zum Direktor des in Hannover neu errichteten Kaiser-Wilhelm-Gymnasiums berufen.
Nach einem Schlaganfall 1907 wurde Wachsmuth 1908 in den Ruhestand verabschiedet. Der Inschrift auf seinem Grab zufolge starb er zwei Jahre später. Sein Grabmal findet sich heute auf dem Stadtfriedhof Stöcken am Uferweg des dortigen Teichs in der Abteilung A 17, Grabstelle-Nummer 36. Das dortige Grabmal stellt das Fragment eines Tempels dar, in dem ein trauernder Jüngling die Fackel des Lebens ausdrückt.

## Schriften
Festrede zur Feier des fünfundzwanzigjährigen Bestehens des Kaiser Wilhelms Gymnasiums zu Hannover, gehalten am 28. September 1900. Jänecke, Hannover 1900, 16 Seiten.